# Dąbrówka (obwód brzeski)
Dąbrówka (biał. Дамброўка; ros. Домбровка; hist. Aleksandrowo) – chutor na Białorusi, w obwodzie brzeskim, w rejonie brzeskim, w sielsowiecie Domaczewo.
W dwudziestoleciu międzywojennym leżała w Polsce, w województwie poleskim, w powiecie brzeskim, w gminie Domaczewo. Po II wojnie światowej w granicach Związku Sowieckiego. Od 1991 w niepodległej Białorusi.